# Natacha Régnier
Natacha Régnier (Ixelles, 11 de abril de 1974) é uma atriz belga.
Em 1998, ela e Élodie Bouchez dividiram o prêmio de Melhor Atriz no Festival de Cannes por seu trabalho em La vie rêvée des anges. No ano seguinte, conquistou o Prêmio César de Atriz revelação, pelo mesmo filme.